# Prosoplus kinabaluensis
Prosoplus kinabaluensis là một loài bọ cánh cứng trong họ Cerambycidae.